# ONE PIECE STAMPEDE
《航海王：奪寶爭霸戰》（日语：ワンピース スタンピード）是一部於2019年8月9日上映的日本動畫電影，是改編自日本漫畫家尾田榮一郎漫畫系列《ONE PIECE》第14部電影版，同時是電視動畫20周年紀念作品。

## 故事大綱
|                                    | 爭奪時代霸權的狂熱行動，開戰。 （） |
| ——《ONE PIECE STAMPEDE》，宣傳標語 |                                     |

草帽海賊團收到「海賊萬博會」主辦人布埃納·費斯塔的請柬前往該世界頂尖的祭典。萬博會上的主打是尋找「海賊王」哥爾·羅傑所遺留的寶藏。然而，在萬博會的背後，外號「最惡戰爭發動者」的布埃納·費斯塔的凶行，與想把海賊一網打盡的海軍也展開行動，左右時代霸權的財寶爭奪戰拉開序幕。
突然，原羅傑海賊團船員，外號「鬼之繼承者」的道格拉斯·巴雷特闖入並擋在一眾海賊面前。海賊、海軍、王下七武海、革命軍以及CP-0等眾多角色也將亂入發展成混亂的戰鬥。

## 登場角色

### 原作角色
- 本作電影版是《ONE PIECE》史上最多登場角色(約200名以上)[5]，以下僅記載有台詞列名聲優的角色。

| 角色名稱        | 配音員       | 配音員     | 配音員     | 配音員     |
| 角色名稱        | 日本         | 臺灣       | 香港       | 中国大陆   |
| 草帽海賊團      | 草帽海賊團   | 草帽海賊團 | 草帽海賊團 | 草帽海賊團 |
| --------------- | ------------ | ---------- | ---------- | ---------- |
| 蒙其·D·魯夫     | 田中真弓     | 詹雅菁     | 周恩恩     | 楊天翔     |
| 羅羅亞·索隆     | 中井和哉     | 宋克軍     | 張振聲     | 趙毅       |
| 娜美            | 岡村明美     | 許淑嬪     | 鄭家蕙     | 閻麼麼     |
| 騙人布          | 山口勝平     | 符爽       | 黃啟明     | 郝祥海     |
| 賓什莫克·香吉士 | 平田廣明     | 孫中台     | 李家傑     | 藤新       |
| 多尼多尼·喬巴   | 大谷育江     | 詹雅菁     | 鄧潔麗     | 山新       |
| 妮可·羅賓       | 山口由里子   | 許淑嬪     | 王慧珠     | 季冠霖     |
| 佛朗基          | 矢尾一樹     | 符爽       | 柯偉聰     | 圖特哈蒙   |
| 布魯克          | 長           | 宋克軍     | 簡懷甄     | 郭盛       |
| 奇蹟共同戰線    |              |            |            |            |
| 薩波            | 古谷徹       | 孫中台     | 杜景煜     | 皇貞季     |
| 巴其            | 千葉繁       | 孫中台     | 蔡忠衛     | 圖特哈蒙   |
| 波雅·漢考克     | 三石琴乃     | 錢欣郁     | 鄭家蕙     | 張凱       |
| 托拉法爾加·羅   | 神谷浩史     | 宋克軍     | 蔡忠衛     | 阿杰       |
| 斯摩格          | 大場真人     | 宋克軍     | 羅偉傑     | 劉琮       |
| 羅布·路基       | 關智一       | 宋克軍     |            | 湯水雨     |
| 海賊            |              |            |            |            |
| 沙·克洛克達爾   | 大友龍三郎   | 宋克軍     | 蔡忠衛     | 苗壮       |
| 喬拉可爾·密佛格 | 掛川裕彥     | 符爽       | 蔡忠衛     | 寶木中陽   |
| 培羅娜          | 西原久美子   | 許淑嬪     | 楊婉潼     |            |
| 弗克西          | 島田敏       | 符爽       |            | 寶木中陽   |
| 瓦波爾          | 島田敏       | 宋克軍     |            | 万力       |
| 賈爾迪諾        | 檜山修之     | 符爽       |            | 陈喆       |
| 亞爾麗塔        | 松岡洋子     | 詹雅菁     |            |            |
| 尤斯塔斯·基德   | 浪川大輔     | 宋克軍     |            | 寶木中陽   |
| 刮盤人·亞普     | 真殿光昭     | 孫中台     |            | 苗壮       |
| 卡波涅·培基     | 龍田直樹     | 孫中台     |            | 高楓       |
| X·多雷古        | 竹本英史     | 符爽       |            | 张占坤     |
| 烏魯基          | 楠大典       | 符爽       |            | 李銚       |
| 巴吉魯·霍金斯   | 宗矢樹賴     | 符爽       |            | 陈喆       |
| 珠寶·波妮       | 高木禮子     | 詹雅菁     |            | 楊凝       |
| 奇拉            | 濱田賢二     | 孫中台     |            | 藤新       |
| 巴特洛馬        | 森久保祥太郎 | 宋克軍     |            | 林帽帽     |
| 卡文迪許        | 石田彰       | 符爽       |            | 刘明月     |
| 海軍            |              |            |            |            |
| 戰國            | 大川透       | 宋克軍     |            | 高楓       |
| 蒙其·D·卡普     | 中博史       | 孫中台     |            | 张遥函     |
| 赤犬            | 立木文彥     | 宋克軍     |            | 陸建藝     |
| 黃猿            | 置鮎龍太郎   | 符爽       |            | 万力       |
| 藤虎            | 澤木郁也     | 孫中台     |            | 湯水雨     |
| 希娜            | 中友子       | 許淑嬪     |            |            |
| 達絲琪          | 野田順子     | 許淑嬪     |            | 葉知秋     |
| 克比            | 土井美加     | 宋克軍     |            | 李輕揚     |
| 貝魯梅伯        | 永野廣一     | 孫中台     |            | 陈喆       |
| 傑克斯          | 矢尾一樹     | 符爽       |            |            |
| 戰桃丸          | 伊倉一惠     | 許淑嬪     |            |            |
| 飛鼠            | 太田真一郎   | 孫中台     |            |            |
| 鬥犬            | 竹本英史     | 孫中台     |            |            |
| 梅納德          | 花田光       | 宋克軍     |            | 万力       |
| 巴斯提憂        | 小山剛志     | 陳彥鈞     |            |            |
| 達爾梅西亞      | 服卷浩司     | 符爽       |            |            |
| 布蘭紐          | 山田真一     | 符爽       |            | 张占坤     |
| 其他角色        |              |            |            |            |
| 摩甘茲          | 加瀨康之     | 宋克軍     |            | 陈喆       |
| 馬歇爾·D·汀奇   | 大塚明夫     | 孫中台     | 譚漢華     | 陸建藝     |
| 哥爾·D·羅傑     | 津嘉山正種   | 孫中台     | 黃志明     | 湯水雨     |
| 席爾巴斯·雷利   | 園部啟一     | 宋克軍     | 黃啟明     | 寶木中陽   |
| ???（艾斯幻影） | 古川登志夫   | 符爽       | 陳健豪     | 寶木中陽   |

### 本作角色
道格拉斯·巴雷特（Douglas Bullet）
聲優：磯部勉（日本）；符爽（台灣）；羅偉亮（香港）；楊默（中國大陸）
年齡45歲。原羅傑海賊團船員，外號「鬼之繼承人」。推進城LEVEL6的逃獄犯，具有國家戰力級別的實力。
特徵是上半身被強壯的肌肉覆蓋、肌肉發達的巨漢男性。身著帶有幾個褒章的黑色軍服，衣領上的翻領針是軍隊「加爾茲福斯」標誌，左臂的臂章是代表加爾茲福斯的「GF」，左手臂上黑色骷髏頭符號上畫有九顆星的標記，在耳朵上戴抑制器耳罩。右耳已破損撕裂，左肩因過去的「非常召集」而有較大的燒傷疤痕，並且過去還有無數其他划痕。只相信自己從過去經歷中所獲得的力量，只為自己追求「強大」。因此他沒有部下，把同伴視為軟弱的人，完全否認他們的存在，有著一艘名為「彈射號」的潛艇，只把它當成自己的夥伴。笑聲是「Kahahaha」。
超人系「合體果實」能力者，能將觸碰到的無機物（例如：鐵、武器）等所有東西合體、變形的「合體人」。可以將物體與自己的身體結合起來，也可以結合無機物來製造新武器，能力「已覺醒」，可以的合體範圍能擴大到整個島嶼。弱點是重新變形時需要花費時間，並且當異物混入內部時，動作會變慢。此外，巴雷特擁有見聞色霸氣、武裝色霸氣、霸王色霸氣，其強大的「武裝色霸氣」能夠全身纏繞住使用合體能力巨大化的怪物，而「霸王色霸氣」實力據說接近海賊王。身體能力也很高，能將軍艦輕鬆投擲，並且不依賴能力，就將全部超新星全面性的壓倒，據巴其表示巴列德當時的實力就已經接近雷利。
出生於偉大航路「戰爭無休止國」，是與敵國士兵所生的孩子，很早就被母親拋棄成為孤兒。被敵國軍事國家「柯爾茲伯格」的軍隊「加爾茲福斯」撿到，在部隊長道格拉斯·格雷部隊底下被嚴格訓練成少年兵，部隊編號「9號」，被稱為「道格拉斯部隊第9枚子彈」，擔任爆破兵在戰場上打頭陣為軍隊開路。十分渴望得到戰功證明的「褒章」，憑藉強大的天才戰鬥力活躍著，但因為過於強大卻在即將成功時被同伴出賣，不僅褒章被搶走，還受了瀕死的重傷。從這次經歷後，巴列德意識到他的失敗原因，從此便不再相信別人，一切只為「自己的勝利」。後來接連獲得褒章，最後被稱為英雄，是戰場上的戰士，成為最強大的少年兵，並將繼續贏得戰場並找到自由生存的力量。在戰場上因飢餓和疲勞命懸一線時吃下「合體果實」，從此以後變得更加強大。
14歲時成為國家英雄，國家的勝利也近在眼前，而部隊長道格拉斯·格雷因為巴列德的戰功晉升為「將軍」，對巴列德關懷備至承諾讓他離開戰場，給他真正的自由。巴列德在為國家取得勝利將敵軍全數消滅的同時，沒想到被友軍包圍背叛，將軍認為巴列德會威脅自己將軍地位，想要置他於死地。他對一切都感到失望並充滿了憤怒，以自己的力量結束了戰爭毀滅軍隊，並摧毀自己的國家。此後領悟到只有自己的力量不會背叛自己，後受到世界政府追捕，為追求戰鬥出海航行。15歲與羅傑相遇，他不斷的挑戰羅傑，但敗給羅傑，也是他人生中受到的連敗。對於孤獨的巴列德來說，羅傑是第一個對他公平對待的人。後來作為「挑戰者」抱著「我總有一天要打敗你成為世界最強」的信念登上羅傑的船，作為珍貴的戰力活躍著。17歲時在羅傑海賊團上被稱為「鬼之繼承者」。18歲時在知道羅傑患了不治之症後受到很大的衝擊，知道羅傑死期將近，對誓言無法完成感到焦慮，同時開始懷疑羅傑的強大，再次向羅傑提出挑戰並敗北，後退出海賊團獨立航行。19歲時作為新人揚名世界，在新人時期曾與克洛克達爾戰鬥過，未分出勝負。
羅傑被處刑、大海賊時代開幕後，失去目標的巴列德開始在海上暴走，而海軍對其發動「非常召集」，當時巴列德的體力逐漸消耗時，之前被他打敗的海賊發起突襲，最終使他被捕送進海底監獄推進城。之後的20年間，在推進城LEVEL6中，不斷集中的鍛鍊自己。下定決心要超越羅傑，殺死世界上包括四皇、海軍大將在內的所有強者，並成為世界最強的「海賊王」。在聽說白鬍子為部下喪命後更加堅信自己的信念。2年前因黑鬍子大鬧監獄事件騷動一事趁機逃獄。後來他找到對羅傑有很複雜感覺的費斯塔與他合作，為實現成為世界最強的野心，策畫「海賊萬博會」，實施搶奪非常召集&海賊全滅作戰計畫，闖入海賊萬博會的奪寶爭霸戰。
名字取自于指挥仁川登陆和西点军校校长的美国陆军五星上将道格拉斯·麦克阿瑟和美国著名军火装备制造业巴雷特枪械公司与巴雷特M98B狙击步枪，形象则取自于美国陆军五星上将道格拉斯·麦克阿瑟和李奇微跟美国陆军上将艾森豪威尔和诺曼底登陆的盟军指挥官巴顿将军。

鎧甲合體
使用「合體果實」能力將所碰觸碰到的無機物與自身合體。
終極浮士德
招式名字取自于歌德戏剧浮士德中的与恶魔梅菲斯特交易的魔术师浮士德。
最強的一撃
將全身纏繞住霸氣，不斷地以拳連打。
布埃納·費斯塔（Buena Festa）
聲優：中山裕介（日本）；孫中台〈碳酸島篇〉／陳彥鈞〈電影版〉（台灣）；陳偉權（香港）；趙銘洲（中國大陸）
年齡約70多歲。慶典海賊團船長，海賊萬博會主辦人，外號「慶典推手」、「最惡戰爭發動者」。有著爆炸頭，以面部表情為特徵的老年男性。
原羅傑時代的大海賊之一，與地下社會的情報商和武器商人有著密切聯繫，被海軍和革命軍列為警惕的人。雖然沒有戰鬥力，也不是果實能力者，但由於他的頭腦和嘴巧，他活躍了大約50多年，產生某種狂熱。與巴雷特為合作關係，並協助完善他的計畫。
安（Ann）
聲優：指原莉乃（日本）；錢欣郁（台灣）；幽舞越山（中國大陸）
海賊萬博會的歌姬，與唐納德共同主持海賊萬博會。有著很捲曲的淺綠色頭髮、臉上有雀斑的少女，性格善良親切但有些傲嬌。生日1月1日。
超人系「幻影果實」能力者，能將碰到的東西以幻影的形式出現的「幻影人」，即便只是照片也能將物品或人以幻影的形式出現。
最早於東京鐵塔航海王主題樂園的真人舞台秀「ONE PIECE LIVE ATTRACTION 3」初次登場，為原作尾田榮一郎設計的原創角色，並由早見沙織聲演。設計是來自於日本樂團GReeeeN，和尾田是好友，為此在舞台秀寫了兩首安的專屬歌曲。
在舞台秀3的故事中，安在島上開演唱會時遇見草帽一夥，她和他們成為朋友。後被巴其等人抓住，被迫創造幻影對付草帽一夥，但草帽一夥仍設法擊敗巴其並成功救出安。安為感謝他們，並向魯夫提出展示艾斯的幻影，但魯夫最後還是拒絕了。
唐納·莫迪拉特（Donald Moderate）
聲優：山里亮太（日本）；陳彥鈞（台灣）；李璐（中國大陸）
海賊萬博會的主持人，左手右腳為義肢的中年男性，最後被海軍逮捕。形象也取自于大魔术师约翰·胡迪尼和大魔术师大卫·科波菲尔。
其他客串配角（嘉賓演出）
塔比
聲優：竹中直人（日本）；宋克軍（台灣）
費斯特部下，向費斯塔傳達草帽一行人已經抵達會場。
霍羅
聲優：竹中直人（日本）；陳彥鈞（台灣）
海軍傳令，僅已電話蟲出聲，本人並未出場，透過電話蟲向黃猿報告島上現況。
夢柔
聲優：栗子（日本）；錢欣郁（台灣）
女海兵，在海賊萬博會的島上與海賊戰鬥。
德桑
聲優：山本涼介（日本）；陳彥鈞（台灣）
參加海賊萬博會的海賊，在逃跑時被斯摩格打敗。
克羅奎斯
聲優：岩上隼也（日本）；孫中台（台灣）
參加海賊萬博會的海賊，在逃跑時被斯摩格打敗。
Fischer's海賊團
聲優：Fischer's（日本）；宋克軍、孫中台、符爽、陳彥鈞（台灣）
參加海賊萬博會的海賊。

## 製作

### 發展

電影宣傳海報。

2018年8月25日，在《ONE PIECE 空島特別篇》播出後，宣布新的劇場版將於2019年夏季上映。12月11日發布首條預告片及公佈電影片名為《ONE PIECE STAMPEDE》。同年12月，集英社在Jump Festa 2019公佈由尾田榮一郎設計的新服裝和角色設計。
2019年2月21日，發布第二條預告片，發表登場角色和故事大綱，並宣布尾田榮一郎為電影的創意總監，而且擔任巴雷特和費斯塔的角色設計。同年4月11日，發布第三條預告片和第二張視覺海報。
2019年6月4日，原作者繪製的海報公布。同年6月14日，公佈主題曲將由WANIMA演唱。6月27日，發布正式預告片。7月31日，大塚隆史在Twitter上透露電影已經完成製作。

### 製作人員
- 原作・監修：尾田榮一郎
- 監督：大塚隆史
- 劇本：冨岡淳廣・大塚隆史
- 音樂：田中公平
- 人物設計・總作畫監督：佐藤雅將
- 美術監督：岡本穂高
- 美術設定：須江信人
- 色彩設計：永井留美子
- CG指導：新井啓介
- 攝影監督：和田尚之
- 製作擔當：稲垣哲雄
- 監製：小山弘起
- 制作協力：東映
- 制作：東映動畫、富士電視台

## 音樂

### 主題曲
2019年6月14日，宣布本作電影主題曲「GONG」，由WANIMA主唱、KENTA作詞作曲，2019年7月17日發行專輯。

### 配樂
電影配樂由田中公平創作，包含40多首曲目的原聲帶，預計於2019年10月30日由Avex trax發行。

## 宣傳與推廣
2019年8月1日，中山裕介、指原莉乃、山里亮太以及草帽海賊團的聲優陣容在日本環球影城集結，為電影進行宣傳活動。
2019年7月，UNIQLO宣佈與《ONE PIECE STAMPEDE》合作推出T恤。
2019年8月，PUMA宣佈與《ONE PIECE》合作，並在《ONE PIECE STAMPEDE》的上映日期8月9日公開發售有關商品。

### 電影連動特別篇
電視動畫系列於2019年7月28日至8月4日兩週播放電影連動特別篇（第895至896話），本作特別篇故事描寫了《航海王：奪寶爭霸戰》電影的前日譚。該集解釋了草帽海賊團為何參加了「海賊萬博會」、同時波雅·漢考克也在此特別篇久違登場。
登場角色
希多爾（Cidre，西德爾）
聲優：田村真（日本）；宋克軍（台灣）
希多爾工會的老大，碳酸攻撃軍團長，擁有特別的笑聲「咻哇哇哇哇」。
金加（Ginger）
聲優：宮澤正（日本）；符爽（台灣）
希多爾工會的幹部，碳酸槍擊團突擊隊長。
卡拉娜（Guarana）
聲優：佐藤聰美（日本）；連婉鈞（台灣）
希多爾工會的幹部，碳酸劍戟團突擊隊長。
卡拉梅爾（Caramel）
聲優：江森浩子（日本）；許淑嬪（台灣）
碳酸島上的彈珠汽水推銷員。

## 上映與票房
電影《航海王：奪寶爭霸戰》於2019年8月1日在日本大阪車站城市電影院舉行世界最速上映會，並於2019年8月9日在日本各大院線上映。
海外方面，台灣於2019年8月9日舉行4DX試片會，並於2019年8月21日在台灣各大院線上映。香港於2019年8月22日上映。
日本方面，首日票房破5億日圓，觀影人次約35萬人，創下日本2019年最高的單日人次記錄。2019年9月9日，為紀念票房突破50億日圓，原作者尾田榮一郎送上親自簽繪和留言的圖片，並在YouTube上傳由尾田榮一郎監修的特別影像。截至10月9日，票房累計至55億日圓。
台灣方面，首週五天票房為新台幣2743萬元；次週票房累計至新台幣4438萬元；第三週票房累計至新台幣5020萬元；第四週票房累計至新台幣5276萬元。截至9月29日，票房累計為新台幣5391萬元。
香港方面，截至9月8日，票房累計至359萬港元。
中國大陸方面，票房於第二日破1億人民幣；上映第15日破2億人民幣。
全球方面，截至2020年3月14日，票房累計突破至100億日圓。
| 上一届： 《天氣之子》 | 2019年日本週末票房冠軍 第31週 | 下一届： 《獅子王》 |

## 發行
《航海王：奪寶爭霸戰》的DVD及藍光光碟於2020年3月18日在日本發行。台灣於2020年2月21日發行，香港於2020年4月29日發行。
2020年1月1日在中國地區的影片網站平台愛奇藝獨播。

## 外部連結
- 官方网站
- ONE PIECE STAMPEDE的X（前Twitter）
- 互联网电影数据库（IMDb）上《ONE PIECE STAMPEDE》的资料（英文）